# Dieulefit
Dieulefit is een gemeente in het Franse departement Drôme (regio Auvergne-Rhône-Alpes). De plaats maakt deel uit van het arrondissement Nyons. Dieulefit telde op 1 januari 2022 3.204 inwoners.

## Geschiedenis
In de middeleeuwen stonden hier een kerk gesticht door de hospitaalridders, de Notre-Dame de la Calle, en verder een kasteel van de heren van Vesc. Er werd beslist tot de bouw van een nieuwe stad op enige afstand van de kerk. Initiatiefnemers waren de hospitaalridders van de commanderij van Poët-Laval en enkele wereldlijke heren. De economise stoelde deels op het pottenbakken uit ter plaatse gewonnen klei.

## Geografie
De oppervlakte van Dieulefit bedraagt 27,42 vierkante kilometer; de bevolkingsdichtheid is 118 inwoners per km² (per 1 januari 2019). De Jabron stroomt langs de plaats. 17,19 vierkante kilometer van de gemeente is bebost.

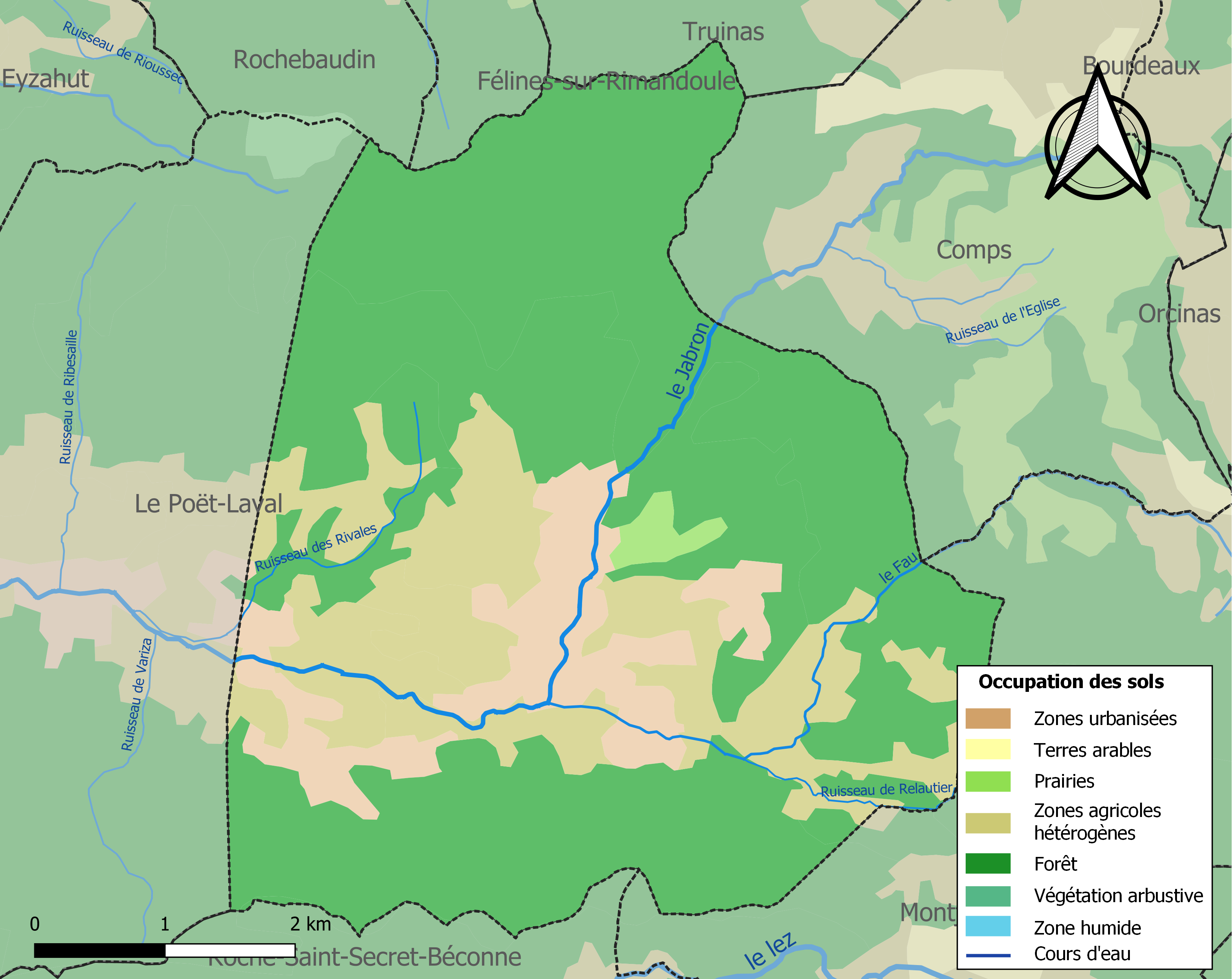
Kaart van de gemeente met belangrijkste infrastructuur, bodemgebruik en omliggende gemeenten

## Demografie
Onderstaande figuur toont het verloop van het inwonertal (bron: INSEE-tellingen).

## Afbeeldingen

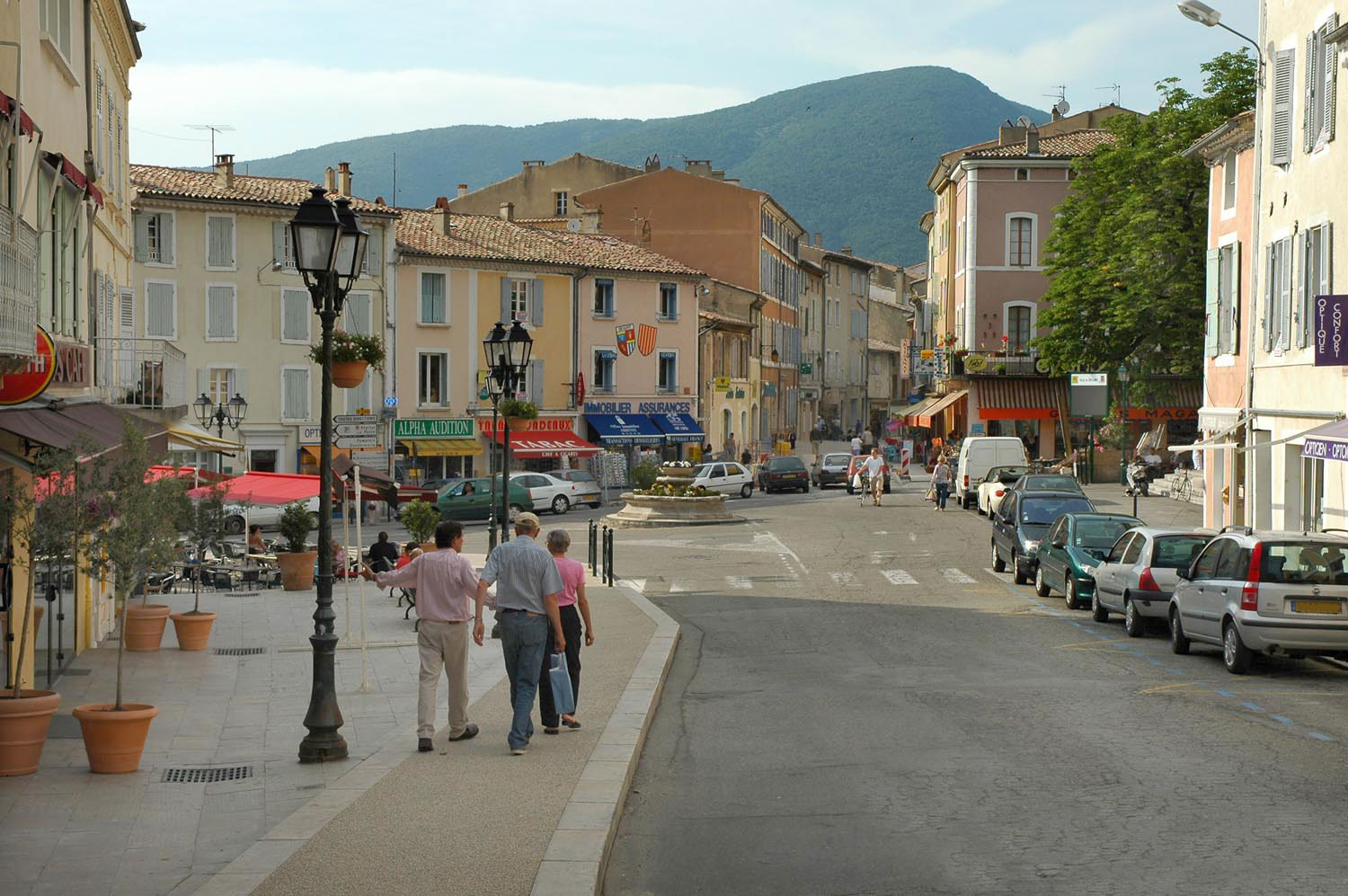
Centrum
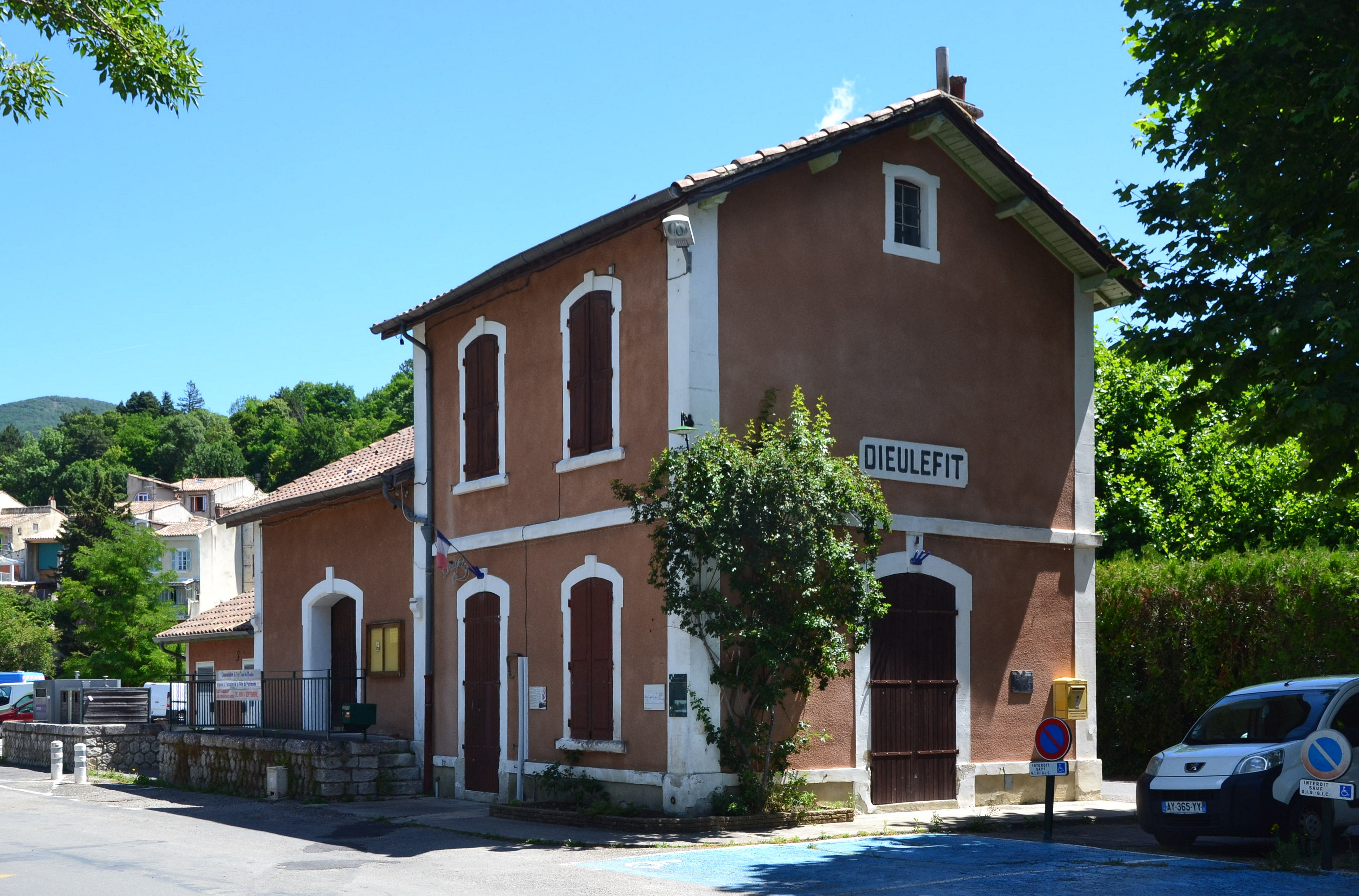
Voormalig station